# Calotis
Calotis é um género botânico pertencente à família Asteraceae.